# Fernand Herrmann
Fernand Herrmann, né le 21 février 1886 dans le 17e arrondissement de Paris, arrondissement où il est mort en son domicile le 4 juin 1944,, est un acteur français du cinéma muet.

## Biographie
Fernand Herrmann est le fils de Léon Herrmann et Mathilde Schmoll, veuf de Angèle Grill (Soprano) & divorcé de Hélène Barretta (Comédienne).
Fernand Herrmann a tourné dans plusieurs films de 1914 à 1925.
Il joua notamment dans 2 films à épisodes de Louis Feuillade : Les Vampires, diffusé de 1915 à 1916, et Barrabas, film de 1919.

## Filmographie
- 1914 : L'Expiation de Louis Feuillade - court métrage
- 1914 : Severo Torelli de Louis Feuillade - court métrage
- 1914 : Les Fiancés de Séville de Louis Feuillade - court métrage
- 1914 : Les Fiancées de 1914 de Louis Feuillade - court métrage
- 1914 : Le Coffret de Tolède de Louis Feuillade - court métrage
- 1914 : Le Calvaire de Louis Feuillade - court métrage
- 1914 : La Gitanella de Louis Feuillade - court métrage
- 1915 : La Petite Andalouse de Louis Feuillade - court métrage
- 1915 : La Neuvaine de Louis Feuillade - court métrage
- 1915 : Les Vampires de Louis Feuillade - film à épisodes
- 1916 : Un conseil d'ami de Jacques Feyder - court métrage
- 1919 : L'Engrenage de Louis Feuillade - court métrage
- 1919 : L'Énigme de Louis Feuillade - court métrage
- 1919 : Le Nocturne de Louis Feuillade - court métrage
- 1919 : L'Homme sans visage de Louis Feuillade - court métrage
- 1919 : Barrabas de Louis Feuillade - film à épisodes
- 1920 : Les Deux Gamines de Louis Feuillade - film à épisodes : Pierre Manin
- 1921 : Parisette de Louis Feuillade
- 1921 : L'Orpheline de Louis Feuillade
- 1922 : Le Fils du Flibustier de Louis Feuillade
- 1923 : La Belle Henriette d'Aimé Simon-Girard
- 1923 : L'Insigne mystérieux d'Henri Desfontaines
- 1923 : Vindicta de Louis Feuillade
- 1924 : Altemer le cynique de Georges Monca et Maurice Kéroul
- 1924 : La Double existence de Lord Samsey de Georges Monca et Maurice Kéroul
- 1924 : L'Ironie du sort de Georges Monca et Maurice Kéroul
- 1924 : L'Orphelin de Paris de Louis Feuillade
- 1925 : Autour du berceau de Georges Monca et Maurice Kéroul : René Fréville
- 1925 : L'Espionne aux yeux noirs d'Henri Desfontaines

## Sources
- acte de naissance no 17/628/1886
- acte de mariage no 01/124/1908
- acte de mariage no 17/0626/1920
- acte de décès no 17/628/1944